# Вавилон-5: Призыв к оружию
«Вавилон-5: Призыв к оружию» (англ. Babylon 5: A Call to Arms) — четвёртый полнометражный фильм о вселенной Вавилона-5 (не включая пилотный фильм «Встречи»). Сценарист — Джозеф Майкл Стражински, режиссёр — Майкл Веяр. Впервые был показан на экране 3 января 1999 года.

## Сюжет
Фильм начинается со встречи Майкла Гарибальди с президентом Джоном Шериданом, после чего они летят на космическую верфь, где конструируются два прототипа эсминцев класса «Победа», состоящие из комбинации технологий людей, минбарцев и ворлонов. Они обходят один из двух кораблей под названием «Экскалибур», где Шеридан узнаёт что у главных орудий эсминцев присутствует крупный недостаток — при выстреле главного калибра корабль полностью истощает все батареи и теряет боеспособность на одну минуту. Президент Шеридан затем получает сообщение, по-видимому, от своей жены Деленн, но сообщение не имеет смысла, а Шеридан смотрит на экран в кататоническом состоянии целых 20 минут.
Во время сна, Шеридану появляется техномаг Гален. Оба стоят на поверхности мёртвого мира, который по словам Галена был уничтожен во время проверки оружия. Он также раскрывает, что именно он послал ему то сообщение. При уходе Галена, Шеридан видит название планеты в грязи — Дальтрон-7.
Тем временем на станции «Вавилон-5», Дарину Нафил задерживает охрана и требует сдачи всего оружия, после чего она направляется в Трущобы. Там, Дарина пытается найти её собрата по Гильдии воров. Но во время поисков её оглушает ударом. Дарина просыпается на той же мёртвой планете на которой были Гален и Шеридан. Затем появляется изображение Шеридана, на которое она бросается. Изображение затем превращается в дракха. Появляется Гален и объясняет, что это не её мир (который также был уничтожен тем же оружием). Он даёт смутный совет — в нужный момент, выбрать верную цель. Дарина просыпается в Трущобах в цепях, окружённая членами Гильдии воров. Она сбрасывает цепи и нападает на того, кто её оглушил, после чего её приветствует глава гильдии.
Шеридан, опять во сне, появляется на планете, где нашли убежище техномаги. Галена критикуют его коллеги за то что он самовольно привёл туда Шеридана. Они предупреждают, что если действия Галена раскрыли их врагам местоположение планеты, то он умрёт. Гален объясняет Шеридану, что его орден скрылся на этой планете, чтобы избежать разрушения во время Войны Теней. Он затем показывает Шеридану изображение За’ха’дума и спрашивает, помнит ли Шеридан эту планету. Он раскрывает что дракхи готовятся к войне и проводят проверку своих ресурсов и технологий. Гален также говорит, что Шеридану необходимо узнать, какой огневой мощью обладают дракхи, так как он считает что первой целью на пути дракхов будет Земля. Гален предупреждает, что дальнейшая судьба Земли в руках Шеридана. Шеридан затем возвращается на «Экскалибур» и убеждает Гарибальди немедленно лететь с ним на «Вавилон-5» на «Белой звезде».
На станции, Шеридан встречается с Дариной и капитаном Земных сил Андерсоном, которому также во сне пришло видение Галена. Дарина нападает на президента во время встречи, после чего она раскрывает, что её планета была уничтожена Тенями во время войны, и что она во всём винит Шеридана, так как он не смог помочь её народу. Шеридану удаётся убедить её что во всём виновны дракхи, и Дарина и капитан Андерсон соглашаются ему помочь.
Они летят на корабле Андерсона, эсминце класса «Омега» под названием «Харон», к верфи на которой заканчивается наладки «Экскалибура». Шеридан приказывает прорабу Дрэйку следовать только его приказам. Шеридан, Дарина и половина экипажа «Харона» переходят на «Экскалибур», тогда как капитан Андерсон и другая половина экипажа переходят на «Победу», второй прототип. Оба корабля отчаливают и летят на Дальтрон-7. По прибытии они обнаруживают, что планета стала жертвой Планетоубийцы Теней. Они принимают сигнал бедствия от представителя расы дрази. Шеридан, Дарина и Андерсон спускаются на безжизненную поверхность планеты. Они обнаруживают труп дрази и узнают, что нападение произошло в течение нескольких недель. Это означает, что дракхам удалось найти и воспользоваться одной из Планетоубийц, оставленных Тенями после ухода. Дарина обнаруживает на теле дрази информационный кристалл.
На кристалле, дрази раскрывает, что на планету его направило видение. По прибытии он обнаружил дракхов с Планетоубийцей. Экипаж «Победы» связывается с «Экскалибуром» и предупреждает о прибытии кораблей дракхов, которые спрашивают об их принадлежности и намерениях. Затем новоприбывшие нападают на «Победу» и «Экскалибур». После крупных потерь, дракхи отступают, и их преследует «Экскалибур». Корабль попадает в засаду из сотен кораблей дракхов. Человеческим кораблям остаётся лишь бежать через зону перехода. Они летят к Земле на всех парах, предупредив капитана Локли об опасности и о необходимости мобилизовать земной флот. Связавшись с Гарибальди, Шеридан узнаёт, что Дрэйк является агентом дракхов и что именно он предупредил дракхов о появлении кораблей Альянса. Схватив Дрэйка, Гарибальди узнаёт что у дракхов есть только один Планетоубийца.
«Победа» и «Экскалибур» прибывают на орбиту Земли, где уже собрался крупный флот Земного Альянса. Вскоре появляется армада дракхов и завязывается великая битва, во время которой капитан Андерсон жертвует собой и «Победой», чтобы уничтожить Планетоубийцу тараном. К сожалению, один из кораблей дракхов успевает выпустить в атмосферу Земли смертоносный вирус, созданный Тенями, который уничтожит всё живое на планете в течение пяти лет. Президент Шеридан объявляет, что где-то должно быть лекарство от чумы и посылает «Экскалибур» найти его.

## В ролях
- Брюс Бокслейтнер — президент Джон Шеридан
- Джерри Дойл — Майкл Гарибальди
- Питер Вудвард — Гален
- Кэрри Добро — Дарина Нафил
- Тони Тодд — капитан Леонард Андерсон
- Трейси Скоггинс — капитан Элизабет Локли
- Джефф Конавэй — Зак Аллен
- Тони Мажио — Дрэйк
- Рон Кэмпбелл — дрази
- Карлос Бернард — коммуникации

## Прочее
Этот фильм должен был связать сериал «Вавилон-5» и его дочерний сериал «Крестовый поход». Он представил два основных персонажа нового сериала: Галена и Дурину Нафил, а также их корабль — «Экскалибур».